# Megachile affinis
Megachile affinis là một loài Hymenoptera trong họ Megachilidae. Loài này được Brullé mô tả khoa học năm 1832.